# ニーニーズ
ニーニーズは、かつてプロダクション人力舎で活動していたお笑いコンビ。ミュージシャン。沖縄県出身。
1980年代から90年代にかけて、沖縄で一世を風靡した。当時若者の間での知名度は群を抜いており、彼らメインのテレビ番組も人気だった。1994年に東京進出し、2000年2月22日にコンビを解散した。

## メンバー
- 仲里 幸広（なかざと ゆきひろ、1963年7月2日（61歳）- ）
- 嘉手苅 智（かでかる さとし、1963年9月8日（61歳）- ）

共に沖縄県浦添市出身、沖縄国際大学卒業。高校・大学と共に沖縄で学生生活を過ごした。

## 経歴
1979年、沖縄県立大平高等学校1年の時にフォークバンドを組んだことがコンビ結成の契機となる。
沖縄国際大学時代、歌とコントを組み合わせた「お笑いスタジオ」を立ち上げ評判となり、それをきっかけにCMに出演。そこで見せた絶妙な掛け合いが話題となり、一躍人気お笑いコンビとなる。その後、沖縄県内にて週3本のTVレギュラーとCM出演18本を抱えるまでとなり、1993年には那覇市民会館にて単独コンサートを開いた。
1994年4月、その才能を評価されプロダクション人力舎からスカウトを受け、所属と共に上京。上京後は、「ボキャブラ天国」等のお笑い番組や「ルックルックこんにちは」のTVリポーターとして活躍。その傍らで本来の目標であるライブミュージシャンとなるべく数箇所にて定期的にライブ活動を行い、CD発売もした。
2000年2月22日にニーニーズは解散。以降それぞれソロのミュージシャンとして現在も活動しており、仲里は2000年に「HEIWAの鐘」を作詞・作曲した。
2019年、沖縄テレビ開局60周年記念番組スイッチ!OTVにて『沖縄のとんねるず「ニーニーズ」は今？』という特集が組まれた。

## 作品集

### CD
- 大好きな沖縄（1997年11月22日、JICN-1216）
  - 大好きな沖縄／太陽が昇るたび／今日から明日へ／大きな声で／大好きな沖縄（カラオケ）
- CHUFA-RA（1999年6月6日、NMCL-9872）
  - ゴーヤーマンのうた／東京ギャップ／マングース／沖縄に雪が降った

## 出演

### テレビ
- 気まぐれワンダーランド（沖縄テレビ放送、1991年1月 - 1992年3月）
- じゃかALIVE（沖縄テレビ放送、1992年4月 - 1994年3月）
- 青い夏（沖縄テレビ放送）
- タモリのSuperボキャブラ天国（フジテレビ、1994年11月）※キャッチフレーズは「沖縄の英雄」
- ウモクビ 熱演!激論!ウモれた芸人クビ実験劇場（フジテレビ、1996年11月）
- ルックルックこんにちは（日本テレビ）※リポーター出演
- お笑い地獄のサバイバル3（日本テレビ）※関東のみ放送
- 超天才・たけしの元気が出るテレビ!!（日本テレビ）
- ライブ今夜も晴れホレ（TBSテレビ）
- ザ・スターボウリング（テレビ東京）
- トミーズの人間博物館 ごっつい奴やねん!!（関西テレビ）